# Ключі від раю
Ключі від раю (латис. Paradīzes atslēgas) — радянський гостросюжетний художній фільм режисера Алоїза Бренч, знятий за сценарієм Володимира Кузнецова і Сергія Александрова на Ризькій кіностудії у 1975 році. Ключами від раю вбитий назвав гроші.

## Сюжет
Смерть дантиста Якова Бєльського виявляється вбивством. Підозри падають на модельєршу Регіну Дембовську, з якої був близький покійний. Капітан міліції Яніс Крастиньш, який бере участь в розслідуванні, встановлює зв'язок вбивства з махінаціями валютників, які обмінюють алмази на золото, що доставляється з-за кордону. Мужність, винахідливість і знання психології дозволяють йому зробити правильні висновки. Вбив Насонов.

## У ролях
- Улдіс Пуцитіс — Яніс Крастиньш (озвучує Олександр Бєлявський)
- Улдіс Думпіс — Лаукс
- Владимир Осенєв — Павло Насонов
- Олена Козелькова — Регіна Дембовська
- Бронюс Бабкаускас — Арвід Витолс
- Карліс Тренціс — Язеп Карлович
- Леонардас Зельчюс — Яків Антонович Бельський (озвучує Ростислав Плятт)
- Яніс Мелдеріс — Харольд
- Волдемар Лобиньш — Павловський
- Волдемар Зандберг — Гінтарс
- Харій Лієпіньш — Евалд Апсе
- Хелга Данцберга — Марія Антонівна
- Дзідра Рітенберга — дружина Насонова
- Освальд Кубланов — Гусейнов
- Яніс Целмс — Гроут

## Знімальна група
- Автори сценарію: Володимир Кузнецов, Сергій Александров
- Режисер-постановник: Алоїз Бренч
- Оператор-постановник: Ріхард Пікс
- Композитор: Іварс Вігнерс
- Художник-постановник: Гунарс Балодіс